# Palleon nasus
Palleon nasus (Boulenger, 1887) è un piccolo sauro della famiglia Chamaeleonidae, endemico del Madagascar.

## Descrizione
Palleon nasus tende ad avere un colore biancastro di giorno e bruno di notte.
Questa specie ha un'escrescenza tubolare che assomiglia ad un naso, da questo deriva il suo nome scientifico, infatti è stato soprannominato camaleonte nano nasuto.

## Conservazione
La IUCN Red List classifica P. nasus come specie vulnerabile.
La specie è inserita nella Appendice II della Convention on International Trade of Endangered Species (CITES).